# Équipe des Seychelles des moins de 17 ans de football
Maillots
L'équipe des Seychelles des moins de 17 ans est une sélection de joueurs de moins de 17 ans au début des deux années de compétition placée sous la responsabilité de la Fédération des Seychelles de football. Elle a participé une fois à la Coupe d'Afrique des nations des moins de 17 ans mais jamais à la Coupe du monde des moins de 17 ans.

## Parcours en Coupe d'Afrique des nations des moins de 17 ans
- 1995 : Non inscrits
- 1997 : Non qualifié
- 1999 : Non inscrits
- 2001 : 1er tour
- 2003 : Non inscrits
- 2005 : Non inscrits
- 2007 : Non inscrits
- 2009 : Non qualifié
- 2011 : Non inscrits
- 2013 : Non inscrits
- 2015 : Non qualifié
- 2017 : Non qualifié
- 2019 : Non qualifié
- 2023 : Non qualifié

## Parcours en Coupe du monde des moins de 17 ans
| - 1985 : Non qualifié - 1987 : Non qualifié - 1989 : Non qualifié - 1991 : Non qualifié - 1993 : Non qualifié - 1995 : Non qualifié - 1997 : Non qualifié - 1999 : Non qualifié - 2001 : Non qualifié - 2003 : Non qualifié |  | - 2005 : Non qualifié - 2007 : Non qualifié - 2009 : Non qualifié - 2011 : Non qualifié - 2013 : Non qualifié - 2015 : Non qualifié - 2017 : Non qualifié - 2019 : Non qualifié - 2023 : Non qualifié |